# ロサンゼルス郡都市圏交通局D線
ロサンゼルス郡都市圏交通局D線（D Line）は、アメリカ合衆国カリフォルニア州ロサンゼルス郡を走る地下鉄である。ロサンゼルス郡都市圏交通局が運営し、ラインカラーは「パープル」。

## 概要
軌間1435mm、第三軌条方式の地下鉄。ユニオン駅～ウィルシャー/バーモント駅間はB線と共用している。
現在は2区間のみの支線のようになっているが、もともとはB線の本線であり、2000年にハリウッド方面に分岐線ができた当初は交互に運転されていた。後にユニオン駅～ウィルシャー/バーモント駅とハリウッド方面の分岐線がB線の本線となり、こちらは新たにパープルライン、そしてD線へと改称された。

## 車両
B線と共用。

## 駅
| 駅名                                  | 英語名                  | 乗り換え                             | 開業日        |
| ------------------------------------- | ----------------------- | ------------------------------------ | ------------- |
| ユニオン駅                            | Union Station           | B線、L線、アムトラック、メトロリンク | 1993年1月30日 |
| シビックセンター駅                    | Civic Center            | B線                                  | 1993年1月30日 |
| パーシングスクエア駅                  | Pershing Square         | B線                                  | 1993年1月30日 |
| 7th ストリート/メトロセンター駅       | 7th Street/Metro Center | B線、A線                             | 1993年1月30日 |
| ウェストレイク/マックアーサーパーク駅 | Westlake/MacArthur Park | B線                                  | 1993年1月30日 |
| ウィルシャー/バーモント駅             | Wilshire/Vermont        | B線                                  | 1996年7月13日 |
| ウィルシャー/ノルマンダイ駅           | Wilshire/Normandie      |                                      | 1996年7月13日 |
| ウィルシャー/ウエスタン駅             | Wilshire/Western        |                                      | 1996年7月13日 |

| スタブアイコン | サブスタブ | この項目は、まだ閲覧者の調べものの参照としては役立たない、鉄道に関連した書きかけの項目です。この項目を加筆・訂正などしてくださる協力者を求めています（P:鉄道/PJ:鉄道）。 |